# Hipparchia albovenoseformis
Hipparchia albovenoseformis är en fjärilsart som beskrevs av Varin 1954. Hipparchia albovenoseformis ingår i släktet Hipparchia och familjen praktfjärilar. Inga underarter finns listade i Catalogue of Life.